# 캐세이퍼시픽 항공 700Z편 폭파 사건
캐세이퍼시픽 항공 700Z편 폭파 사건(영어: Cathay Pacific Flight 700Z)은 1972년 6월 15일 싱가포르 창이 공항을 출발한 항공편으로 이륙 당일 베트남 상공을 지나가는 순간 항공기 내부에서 폭발이 발생해 추락하며 탑승자 81명 전원이 사망했으며 당시 피의자로 한 승객의 약혼자가 체포됐으나 범행을 입증하지 못하고 증거 불충분으로 석방된 후 현재까지도 진범이 잡히지 않아 미해결 사건으로 남아있다.

## 사건의 개요
1972년 6월 15일, 싱가포르 - 방콕 - 홍콩 노선을 운행한 캐세이퍼시픽 항공 700Z편은 방콕을 이륙하여 남베트남 중앙 고원 상공 8840m 피트를 순항 속도 648km 비행하고 있었다.
베트남 전쟁에 대한 미군의 북베트남 폭격이나 베트콩 소탕에 가기 위해 군용 항공기에 우선하고 있었다. 따라서이 민간 항공기의 회랑과 같은기도를 통과하는 민간 항공기는 승무원이 밖을 감시하는 것이었다.
현지 시간 오후 2시경에 700Z편이 갑자기 공중 폭발을 일으켜, 사이공 (지금의 호치민시)에서 300Km 떨어진 쁠레이꾸의 한 정글에 추락했다. 따라서 여객기에 탑승하고 있던 승무원 10명, 승객 71명을 포함 81명 전원이 사망했다. 승객은 다양한 국적의 사람들이 포함되어 있으며, 그 중에는 일본인 17명이 포함되어 있었다. 그중 12명은 동남아 연수 여행에서 귀국하던 군마현의 프로판 가스 판매 업체 일행이고 모두 군마 현내 업계의 중진들이었다.

## 사고 원인
당초 미 공군 기의 오발과 어떤 불행한 원인에 따라 고의 또는 과실에 의해 격추 됐다고 볼 수 있었다. 사실, 사고 발생시 부근에 미국 군사 기밀이 7기가 비행하고 미국 군사 기밀을 위해 북베트남이 발사한 지대공 미사일에 맞을 가능성도 부정할 수 없었다. 게다가 추락 현장은 최전선 전투 지역이며, 미군 주도의 수색 활동도 어려웠다. 또한 항공을 포함한 남행에서 유럽과 동아시아를 연결하는기도는 모든 인도 차이나 반도 상공을 통과하고 있었지만, 그것까지 추락하는 사태가 발생하지 않았다. 따라서 군사적 충돌 사고 원인의 의혹이 있었다.
그러나 사고 원인 조사 결과 폭발은 기체 외부의 요인이 아니라 기내에서 발생한 것으로 밝혀졌다. 기내에서 발생한 파편이 바깥쪽으로 튄 흔적이 발견 되었기 때문에이다. 화물칸에 설치되고 폭탄이 폭발하고 그 충격으로 기내에서 튀어나온 좌석이 수직 꼬리 날개 와 우익을 파괴하고 컨트롤 케이블을 손상 시켰기 때문에 조종 불능에 빠져 추락했다고 단정했다.

## 피의자
태국 수사 기관은 약혼자인 여성과 딸을 살해하고 보험금 을 사취하는 것을 목적으로, 그녀의 가방에 폭탄을 장치 피의자로 남성을 체포했지만 증거 불충분으로 2년 후 석방했다. 따라서 이 사건의 진상에 대해서는 아직도 알 수 없다.